# Villa di Spoiano
La villa di Spoiano si trova su un poggio tra Tavarnelle Val di Pesa e Barberino Val d’Elsa. La proprietà è di origini rinascimentali e fu citata nel 1689 dal visitatore apostolico che compiva la visita pastorale a San Jacopo a Magliano.

## Architettura

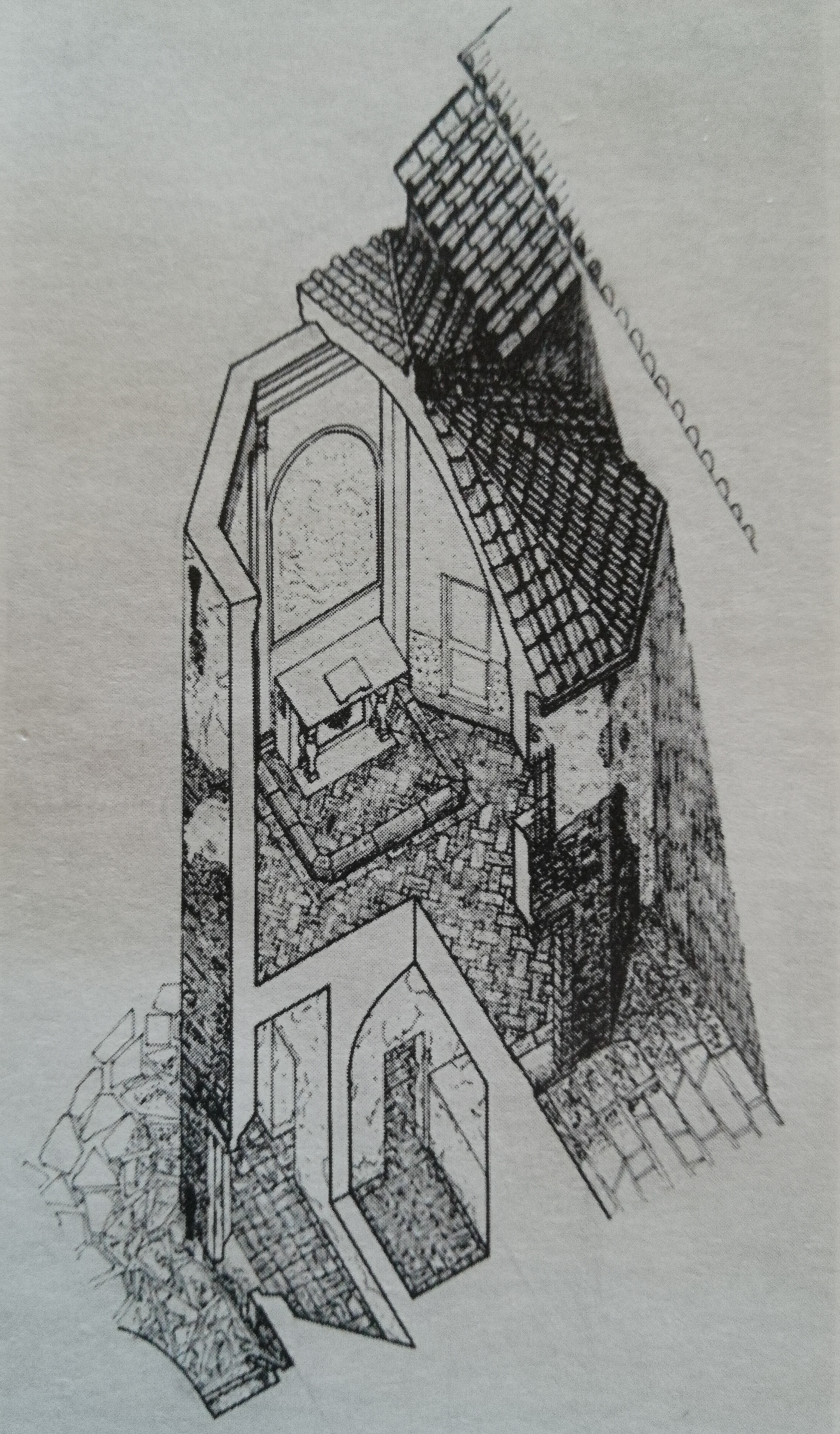
Oratorio della Santissima Trinità

La villa di Spoiano è costituita da un grande fabbricato composto da due ali disposte attorno ad un cortile aperto verso sud, sulla vallata dell’Elsa. Il complesso è frutto dell’ampliamento di alcune preesistenze e appare generato dalla unione di due costruzioni gemelle. Le due torri sono asimmetriche e differiscono per le aperture. La torre con bifora serviva da torre di avvistamento e ancora oggi possiede un marciapiede che permette di camminare lungo ¾ del perimetro, la torre con trifora invece serviva come colombaia. All’interno della villa vari trompe-l’oeil decoravano le sale al primo piano. I pochi camini e la presenza di sale da bagno non riscaldate inducono a ritenere che la villa fosse inizialmente adibita a residenza di villeggiatura estiva.

## Oratorio
Annesso alla villa si trova un oratorio dalla pianta ottagonale intitolato alla Santissima Trinità, all’interno è possibile trovare le quattordici stazioni della via crucis. La cappella fu costruita inizi Ottocento e nella cripta sottostante sono custodite le spoglie di alcuni membri della famiglia De Nobili (in particolare di Uberto de Nobili cavaliere e membro dell'Accademia dei Georgofili, morto improvvisamente nel 1821), Chiostri e Wäspi.

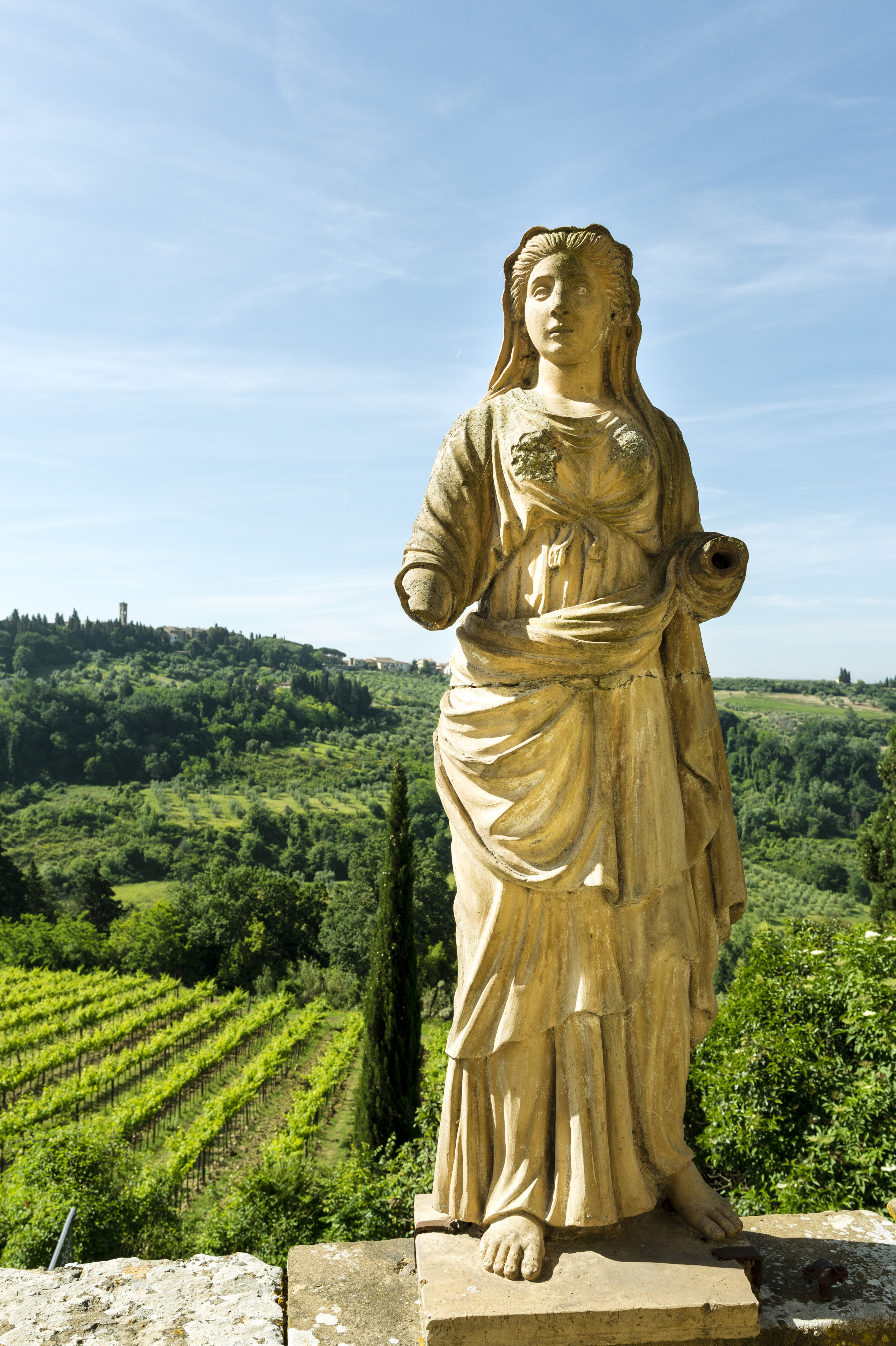
Statua del giardino danneggiata dai bombardamenti. Sullo sfondo Barberino Val d'Elsa.

## Storia
Nel XVII e XVIII secolo la villa era abitata dalla famiglia De Nobili.
Nel 1837 passò in mano a Luigi Basilio Chiostri, primo medico della corte di Vienna. Quando questo morì a causa di una grave malattia la proprietà fu ereditata dal giovanissimo nipote Giovanni Chiostri, figlio ventenne del fratello Francesco. 
Giovanni abbandonò gli studi per sposare la nobile Emilia Bazzanti e nel 1850 acquistò la fattoria di Vegi. 
Giovanni e Emilia ebbero nove figli e alla loro morte i possedimenti vennero spartiti, la fattoria di Vegi fu data ai figli Ettore e Silvio mentre Spoiano fu ereditata da Alfonso e successivamente al nipote Giovanni, detto Gianni. Gianni s’indebitò e fu espropriato dei propri beni. 
La villa di Spoiano venne messa all’asta nel 1934 ed acquistata dalla famiglia Tinti Puccioni. Durante la seconda guerra mondiale la villa fu occupata dal Generale Kesselring e i suoi soldati. Le truppe alleate bombardarono la villa e la torre di avvistamento fu gravemente danneggiata.
Dal 1985 la fattoria è di proprietà della famiglia Wäspi dedita alla produzione biologica di vino, olio e salumi.